# Église de Bethléem

Intérieur de l'église de Bethléem. Septembre 2020.

Ne doit pas être confondu avec Église de Bethléem (Barcelone).
L'église de Bethléem (autres noms : église de Bedghehem, église de Beyt Lahm ou église de Bedkhem) est une église apostolique arménienne située dans le quartier arménien d'Ispahan, appelé La Nouvelle-Djoulfa. Elle est une des plus importantes églises historiques de la ville d'Ispahan. Elle fut construite sous l'ère d'Abbas Ier. L'église est située sur la place Djoulfa près de l'église Sainte-Marie. L'église Bedkhem fut construite par Khadje Petros, un commerçant arménien. Des décorations et des peintures sur les murs de l'église représentent la vie du Christ. Les 72 peintures de choix, peintes par les artistes arméniens, sont représentées sur deux rangées. Sur la rangée inférieure les tableaux sont peints séquentiellement, alors que sur la rangée supérieure, chaque peinture est dans un cadre distinct.
L'architecture et les décorations dorées sur le dôme de l'église sont remarquables. À l'intérieur de l'église, il y a des épigraphes en arménien, qui remontent à 1627 et 1711. Les épigraphes furent installées en souvenir des personnes qui firent la charité pour l'église.
Sur le portail sud, il y a une épigraphe comme suit :

« Priez Dieu pour Khadje Petros, qui fut un bon homme. Il construisit cette église avec sa propre dépense en 1077 pour l'immortalité de son nom et du nom de son père (Vali Djan) et du nom de sa mère (Chouchan) et du nom de sa famille. »

L'église a trois parties :
- l'entrée avec des balcons ;
- la chapelle, sur laquelle se trouve le dôme ;
- l'abside.